# Grote Taganaj

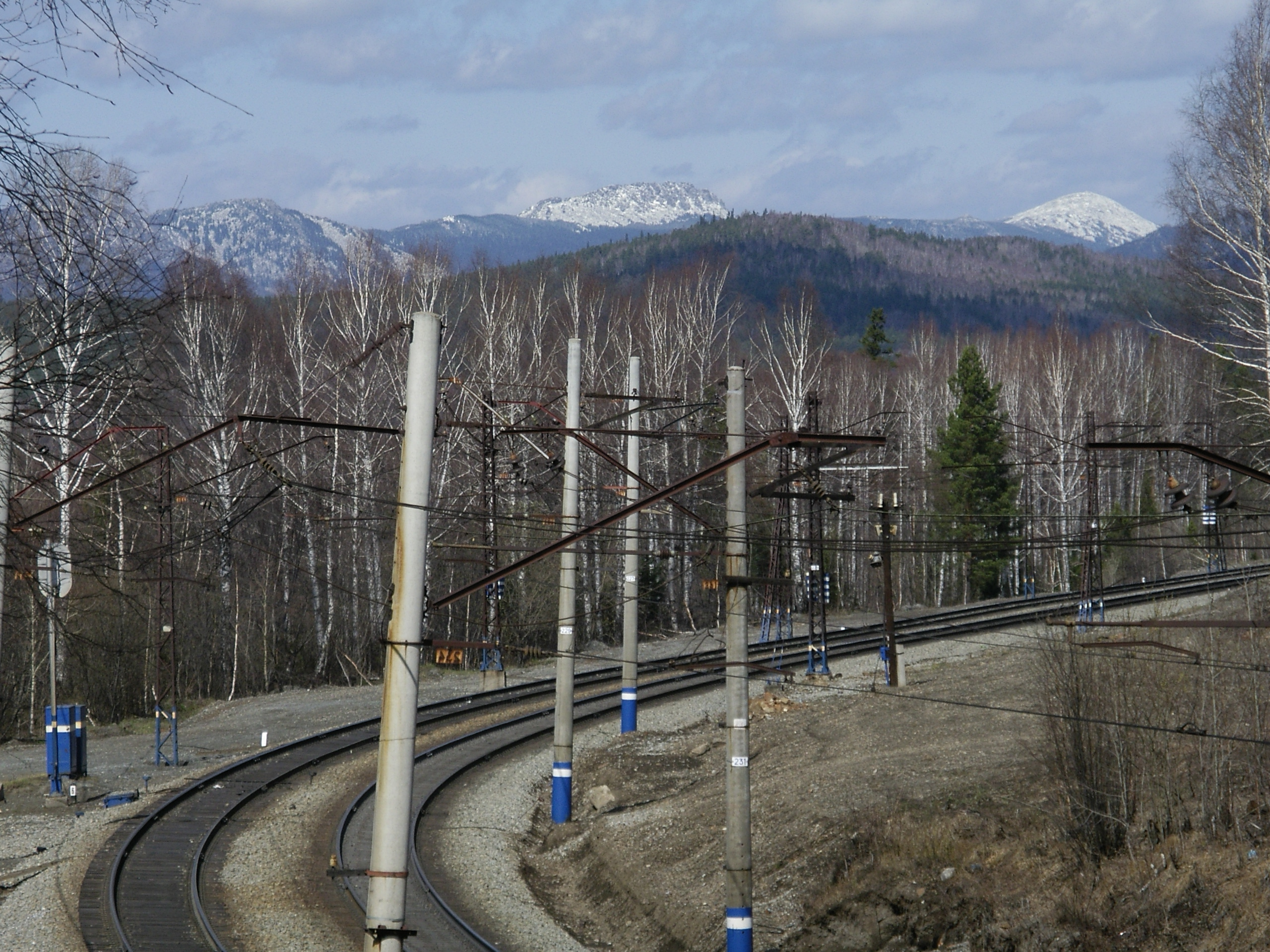
Uitzicht op de Taganaj vanaf de spoorweg bij Zlato-oest

De Grote Taganaj (Russisch: Большой Таганай; Bolsjoj Taganaj) is de hoogste bergketen van de Taganaj, een bergketengroep in het noorden van de Zuidelijke Oeral. De bergketen ligt in het nationaal park Taganaj op een paar kilometer ten noordoosten van de Russische stad Zlato-oest in het westen van de Oblast Tsjeljabinsk. De bergketen strekt zich in noordoostelijke richting uit over ongeveer 20 km en bestaat uit een noordelijke en een zuidelijke rug. De noordelijke rug wordt Verre Taganaj (Dalni Taganaj) genoemd en bestaat uit een bergplateau met een aantal lage rotsen en grillige eilandpieken en de zuidelijke rug bestaat uit een bergrug met drie pieken (van zuid naar noord); de Dvoeglavaja sopka (1034 m), Otkliknoj Greben (1155 m) en Kroeglitsa (hoogste piek van de Taganaj, 1178 m). De beide ruggen worden van elkaar gescheiden door een diep bergravijn.
Ten noordoosten van de bergketen ligt de Joermarug (in het verlengde van de Grote Taganaj), ten oosten de bergruggen van de Itsyl, de Klene Taganaj en Midden-Taganaj, ten westen de Nazminskirug. Ten zuiden ligt de Oerengarug.